# روشكاني
روشكاني هي قرية تقع في إقليم ياش في رومانيا.